# Daylam
Daylam és una regió de l'Iran formada per la part alta del Gilan, al vessant septentrional de les muntanyes Alburz.
Té com a ciutats principals Lahidjan, Mandjil i Alamut, i el seu riu principal és el Safid-rud que desaigua a la mar Càspia, amb els seus afluents el Shah-rud que neix al Talakan, i l'Alamut, que rega la vall d'Alamut. Aquestes valls són el nucli dels daylamites un grup ètnic preiranià. La muntanya principal és el Dulfak o Dalfak al nord-est de Mandjil.
Els daylamites foren ja esmentats per Polibi al segle ii aC. Ptolemeu els situa al nord de la Coromitrene (avui Khwaru Waramin, al sud-est de Rayy) i a l'oest de Tapuri (Tabaristan). El darrer arsàcida Artaban va mobilitzar als daylamites contra els rebels sassànides.
Estigueren vinculats als sassànides i un cap daylamita amb títol de wahriz, de nom Boes, va dirigir una expedició al Regne d'Ibèria, durant el regnat de Kavadh. Amb el rei Khusrov Anushirvan els daylamites es van destacar al setge d'Arqueòpolis (552) a la Làzica, i pocs anys després en un atac contra els sabirs turcs al servei de l'Imperi Romà d'Orient. Procopi diu que els daylamites no eren súbdits el rei de Pèrsia, sinó mercenaris. L'expedició persa al Iemen del 570 aC la van efectuar 800 presoners daylamites alliberats, dirigits per un wahriz, un home vell que fou també alliberat amb aquest motiu. Els daylamites també van ser part essencial de les guarnicions a les fortificacions perses del Caucas. El rei Hormidz IV fou enderrocat el 590 per Zoanab, que és esmentat com el cap del poble daylamita.
El califa Úmar va enviar a la zona a Numan ibn Mukarrin. Els habitants de Rayy van cridar en ajut als daylamites però aquestos van tenir una posició expectant fins que van decidir ajudar els habitants de Rayy i, dirigits pel seu rei Muta (o Murtha) foren derrotats pels àrabs al riu Wadj, a la regió de Dabastay (a la vora de la plana entre Rayy i Hamadan). Entre el califa Umar i el califa Al-Mamun fins a 17 expedicions àrabs van anar al Daylam sense poder sotmetre la regió. Fortaleses musulmanes es van establir al sud, a Kazwin, i a la frontera nord-est (al Tabaristan) als rius Kalar i Čalus. Els daylamites eren en aquest temps pagans i seguien les normes del mític Afridun. Els títols dels seus caps eren wahriz, wardan shah, vahriz-i varičay (vahriz de vahrizs) i fins i tot rei (com fou anomenat Muta).
Amb els abbàssides, els alides es van refugiar a Daylam. El primer alida que se sap que s'hi establí fou Yahya ibn Abd-Al·lah, del qual dos germans havien estat executats, i s'havia unit a la revolta del germà del califa Harun ar-Raixid. Va arribar a Daylam el 791 però es va rendir aviat al barmàkida al-Fadl ibn Yahya, suposadament per les pressions i amenaces que el califat va exercir sobre el rei de Daylam (i pels regals oferts al rei).
El 805 el califa va estar a Rayy on va rebre l'homenatge dels caps de la regió, entre ells el rei de Daylam, Mazurban ben Djustan, que és el primer sobirà conegut de la dinastia dels Djustànides que van iniciar un llarg govern, sovint sotmesos a la dinastia zaidita del Tabaristan (vegeu Djustànides). Probablement la seva capital fou Rudhbar, prop d'Alamut. Altres principats existien a la regió: a Samiram, regió de Tarum (els Kangàrides o musafírides), a la regió de Birwan, propera a Talakan, amb seu a Shahristan (amb títol de Mustakarr al-Sultan), i a Khashm, residència del da'i alida del Gilan oriental.
Els musafírides sorgits de Tarum (Tarom o Al-Tarm) o Shamiran van acabar governant una part del Daylam i es van expandir cap a l'Azerbaidjan, mentre els djustànides van conservar altres possessions amb seu a Lahidjan. Els djustànides es van sotmetre a Toghrul Beg el 1042 i poc després ho van fer els musafírides de Tarom. Aquesta dominació fou més efectiva, i l'oposició va fer créixer les tesis alides ja molt esteses.
Abans de 1090 el cap ismaïlita (alida) Hasan-i Sabbah va enviar propagandistes a la regió i el 1090 es va apoderar d'Alamut que fou reconeguda com a feu de l'ismaïlita Mahdi per Malik Shah. Durant 166 anys la fortalesa fou un baluard contra els seljúcides, fins que el 1256 la fortalesa fou destruïda pels mongols. A la història occidental se'ls anomena els Assassins.
El Daylam va passar seguidament a la dinastia Karkiya del Gilan oriental (Biyapish) que tenia seu a Lahidjan. La dinastia ismaïlita que s'havia mantingut a Ashkawar fou eliminada i també els prínceps locals de Rudhbar i Daylaman (els Kudshidj). El 1416 el sayyid Radi de Lahidjan va invitar a uns tres mil daylamites i els va fer matar traïdorament a la vora del riu Safid-rud.
El Daylam va gairebé desaparèixer. Alguns grups aïllats de daylamites a les muntanyes van crear una secta (secta de Hal-i Hakk) que es va revoltar el 1891 a Kallardasht sota la direcció del cap Sayyid Muhammad, però fou derrotat.